# WestGate Mall
Pour les articles homonymes, voir Westgate.
 (octobre 2019).
Le WestGate Mall est un centre commercial américain situé à Spartanburg, en Caroline du Sud. Ouvert en 1975, il est la propriété de CBL Properties.